# Relações entre China e Sudão
As relações entre China e Sudão são as relações diplomáticas estabelecidas entre a República Popular da China e a República do Sudão. A República Popular da China é o maior parceiro comercial do Sudão; a China importa petróleo do Sudão e o Sudão importa itens de baixo custo, bem como armamentos da China. A China e o Sudão desfrutam de uma relação muito forte e produtiva nas áreas de diplomacia, comércio econômico e política estratégica. Os dois Estados-nação estabeleceram relações diplomáticas em 4 de janeiro de 1959 e desde então se tornaram aliados fortemente próximos.

## Questão de Darfur
As organizações de direitos humanos  criticaram a China por sua relação de apoio com o governo do Sudão, o qual acusam de armar milícias na guerra tribal em Darfur. A China é o maior parceiro econômico do Sudão, com uma quota de 40% nos projetos petrolíferos sudaneses. A China também vendeu armas de pequeno porte ao Sudão, mas desde 2005, a ONU impôs um embargo de armas ao governo sudanês por causa da guerra em Darfur. Em julho de 2008, uma reportagem da BBC afirmou ter encontrado evidências do comércio China-Sudão em violação a resolução. A SIPRI relata que apenas 8 por cento das armas sudanesas são chinesas, e que as armas russas na verdade constituem a maioria, pelo menos 87 por cento. A Rússia seria o principal fornecedor de armas para o Sudão.
O presidente do Sudão Omar al-Bashir, que tem buscado o apoio de numerosos países não ocidentais após o Ocidente, liderado pelos Estados Unidos, impor sanções contra ele, afirmou - "Desde o primeiro dia, a nossa política é clara: de olhar para o oriente, em direção à China, Malásia, Índia, Indonésia, Rússia, e até à Coreia e ao Japão, mesmo que a influência ocidental sobre alguns [desses] países seja forte. Acreditamos que a expansão chinesa foi natural porque preencheu o espaço deixado pelos governos ocidentais, os Estados Unidos, e agências internacionais de financiamento. O sucesso da experiência sudanesa em lidar com a China, sem condições políticas ou pressões, incentivou outros países africanos a olhar para a China".

## Política de não interferência
O cantor de hip-hop sul-sudanês Emmanuel Jal observou que a China é vista positivamente pelos sudaneses e pelos africanos, devido à sua política de não interferência, apenas fazer negócios, dizendo: "Os chineses não influenciam nossa política, não comentam sobre ela, e o que querem, pagam - às vezes o dobro do valor, o que tende a fazer todos os africanos felizes - dos ditadores aos democratas, não há um partido na África que não gostem deles. Mesmo se você for um movimento rebelde e você diz a eles que pode providenciar o ouro, os chineses vão simplesmente dizer que querem comprá-lo. O único conselho de política externa que eu ouvi da China foi quando disseram para o Sudão: 'não volte para a guerra'. Isso é tudo o que eles disseram. Não pressionaram mais nada. No entanto, muitos outros países estão irritados com as políticas de não interferência da China, porque a sua ajuda em armas para o governo sudanês forneceu-lhes os meios para matar milhões de civis inocentes."

## Comércio
O comércio entre os dois países esteve no valor de US$8,6 bilhões em 2010.